# Križnar
Križnar je priimek več znanih Slovencev:
- Ciril Križnar (1934-1968), pilot, letalec, inštruktor jadralnega in motornega letenja
- Franc Križnar (*1947), muzikolog in glasbeni urednik
- Ivan Križnar (1927-2014), zgodovinar
- Ivka Križnar, publicistka
- Matija (Matej) Križnar (*1973), lesar, geolog, paleontolog
- Matjaž Križnar, duhovnik, ravnatelj misijonskega središča v Ljubljani
- Milan Križnar, arhitekt
- Naško Križnar (*1943), etnolog in cineast (dokumentarni filmar)
- Nika Križnar (*2000), smučarska skakalka
- Tomo Križnar (*1954), popotnik, humanitarec in potopisec